# Bahnstrecke Moravské Budějovice–Jemnice
| |                      |                                          |                          |
| Kursbuchstrecke (SŽ): | 243                  |                                          |                          |
| Streckenlänge: | 20,775 km            |                                          |                          |
| Spurweite: | 1435 mm (Normalspur) |                                          |                          |
| Streckenklasse: | C3                   |                                          |                          |
| Maximale Neigung: | 20,0 ‰               |                                          |                          |
| Streckengeschwindigkeit: | 50 km/h              |                                          |                          |
| |                      |                                          |                          |
| \| \| \| von Nymburk (vorm. ÖNWB) \| \| \| \| 0,000 \| Moravské Budějovice früher Mähr. Budwitz \| 455 m \| \| \| \| nach Znojmo (vorm. ÖNWB) \| \| \| \| 4,457 \| Jackov früher Jatzkau \| 455 m \| \| \| 7,529 \| Dědice früher Děditz \| 495 m \| \| \| 11,334 \| Rácovice früher Ratzowitz \| 480 m \| \| \| 13,906 \| Třebelovice früher Třebelovitz \| 480 m \| \| \| 17,888 \| Lhotice u Jemnice \| 475 m \| \| \| 20,775 \| Jemnice früher Jamnitz \| 480 m \| |                      |                                          |                          |
| Strecke |                      | von Nymburk (vorm. ÖNWB)                 | von Nymburk (vorm. ÖNWB) |
| Bahnhof | 0,000                | Moravské Budějovice früher Mähr. Budwitz | 455 m                    |
| Abzweig geradeaus und nach links |                      | nach Znojmo (vorm. ÖNWB)                 | nach Znojmo (vorm. ÖNWB) |
| Haltepunkt / Haltestelle | 4,457                | Jackov früher Jatzkau                    | 455 m                    |
| Haltepunkt / Haltestelle | 7,529                | Dědice früher Děditz                     | 495 m                    |
| Haltepunkt / Haltestelle | 11,334               | Rácovice früher Ratzowitz                | 480 m                    |
| Bahnhof | 13,906               | Třebelovice früher Třebelovitz           | 480 m                    |
| Haltepunkt / Haltestelle | 17,888               | Lhotice u Jemnice                        | 475 m                    |
| Kopfbahnhof Streckenende | 20,775               | Jemnice früher Jamnitz                   | 480 m                    |

Die Bahnstrecke Moravské Budějovice–Jemnice ist eine regionale Eisenbahnverbindung in Tschechien, die ursprünglich als staatlich garantierte Lokalbahn Mährisch Budwitz–Jamnitz (tschech.: Místní dráha Moravské Budějovice–Jemnice) erbaut und betrieben wurde. Sie führt in Mähren von Moravské Budějovice (Mährisch Budwitz) nach Jemnice (Jamnitz). Die Strecke ist seit 1996 zur Gänze als Kulturdenkmal geschützt.
Nach einem Erlass der tschechischen Regierung ist die Strecke seit dem 20. Dezember 1995 als regionale Bahn („regionální dráha“) klassifiziert.

## Geschichte
Am 9. September 1894 wurde „Alfred Freiherr von Wražda, Herrschaftsbesitzer in Pullitz, Josef Augusta, Bürgermeister in Jamnitz, Dr. Friedrich Heidler, Notar in Jamnitz und Eduard Lahoda, Fürstlich Lichtenstein’scher Oberverwalter in Budkau … das Recht zum Baue und Betriebe einer als normalspurige Localbahn auszuführenden Locomotiveisenbahn von der Station Mährisch Budwitz der österreichischen Nordwestbahn nach Jamnitz“ erteilt. Die Gesellschaft wurde 1895 in Wien mit einem Stammkapital von 160.000 Gulden gegründet:
| Aktienart         | Stück | Gulden |
| ----------------- | ----- | ------ |
| Stammaktie        | 1.600 | 100    |
| Obligationen 1896 | 250   | 200    |
| Obligationen 1896 | 520   | 1.000  |

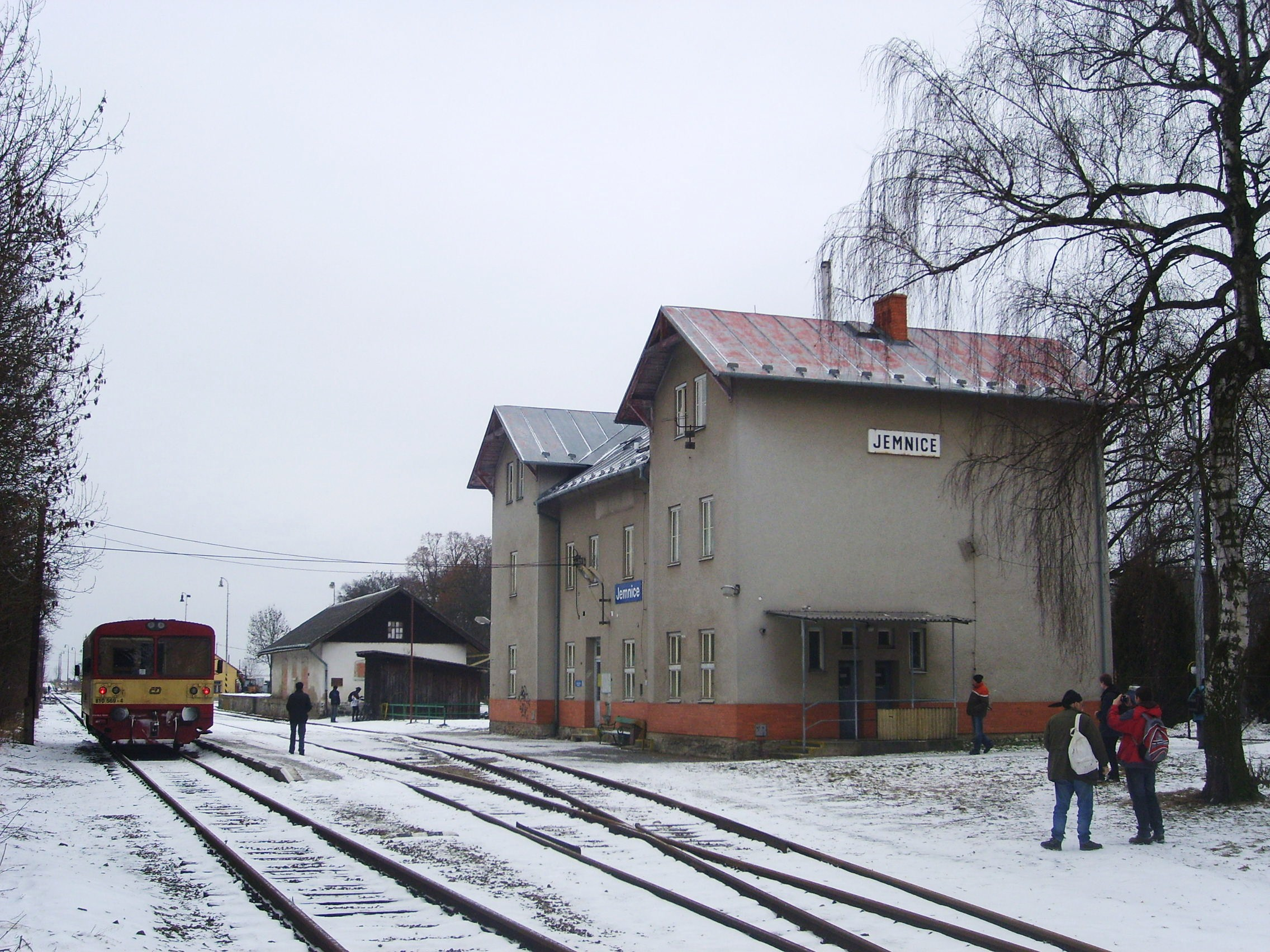
Einer der letzten Reisezüge im Bahnhof Jemnice (Dezember 2010)

Am 9. November 1896 wurde die Strecke eröffnet. Den Betrieb führten die k.k. österreichischen Staatsbahnen (kkStB) auf Rechnung der Lokalbahn Mährisch Budwitz–Jamnitz aus.
Am 1. Januar 1925 wurde die Lokalbahn Mährisch Budwitz–Jamnitz per Gesetz verstaatlicht und die Strecke wurde ins Netz der ČSD integriert.
Am 1. Januar 1993 ging die Strecke im Zuge der Auflösung der Tschechoslowakei an die neu gegründeten České dráhy (ČD) über. Der Fahrplan 2009 verzeichnete insgesamt sieben Zugpaare an Werktagen, die in einem angenäherten Zweistundentakt verkehrten. Ein Teil der Züge wurde von und nach Okříšky oder Znojmo durchgebunden.
Am 24. Juli 1996 erklärte das Kulturministerium der Tschechischen Republik die Strecke wegen ihrer Bedeutung als einzigartiges Technisches Denkmal im Kraj Vysočina zum Kulturdenkmal. Neben der Strecke sind explizit die Stationen Jemnice, Třebelovice und Dědice als Teil der Sachgesamtheit „železniční trať Jemnice – Moravské Budějovice, železniční stanice Jemnice, Třebelovice, Dědice“ mit der Nr. 1000125566 geschützt.
Zum 31. Dezember 2010 wurde der Personenverkehr auf der Strecke Moravské Budějovice–Jemnice eingestellt. An Sommerwochenenden verkehren seitdem Nostalgiezüge.
Ab dem Fahrplanjahr 2018 wird der Kraj Vysočina als Aufgabenträger für den öffentlichen Personennahverkehr wieder Reiseverkehr auf der Strecke bestellen. Vorgesehen sind vier Zugpaare an den Wochenenden zwischen Ostern und Anfang November. Beauftragtes Eisenbahnverkehrsunternehmen für drei der vier Zugpaare ist Railway Capital. Das vierte wird durch den Verein für öffentlichen Verkehr in Südwestmähren (Spolek pro veřejnou dopravu na jihozápadní Moravě, SVD-JZM) geführt, der dafür einen Zug mit offenen Aussichtswagen einsetzt.
Der Streckenbetreiber SŽDC schrieb die Strecke im September 2017 für 94,7 Millionen Kronen zum Verkauf aus. Nachdem sich kein Käufer fand, reduzierte SŽDC den Preis im Januar 2018 auf lediglich 8.377.000 Kronen. In Reaktion auf die Bestellung von Verkehrsleistungen durch den Kraj Vysočina zog SŽDC am 26. Februar 2018 das Verkaufsangebot zurück.

## Fahrzeugeinsatz
Auf Rechnung der Lokalbahn Mährisch Budwitz–Jamnitz beschafften die kkStB zwei Lokomotiven der Reihe 97. Die Lokomotiven besaßen die Betriebsnummern 97.96 und 97.97.
Heute kommen ausschließlich zweiachsige Triebwagen der ČD-Baureihe 810 auf der Strecke zum Einsatz.